# اطلس میانی

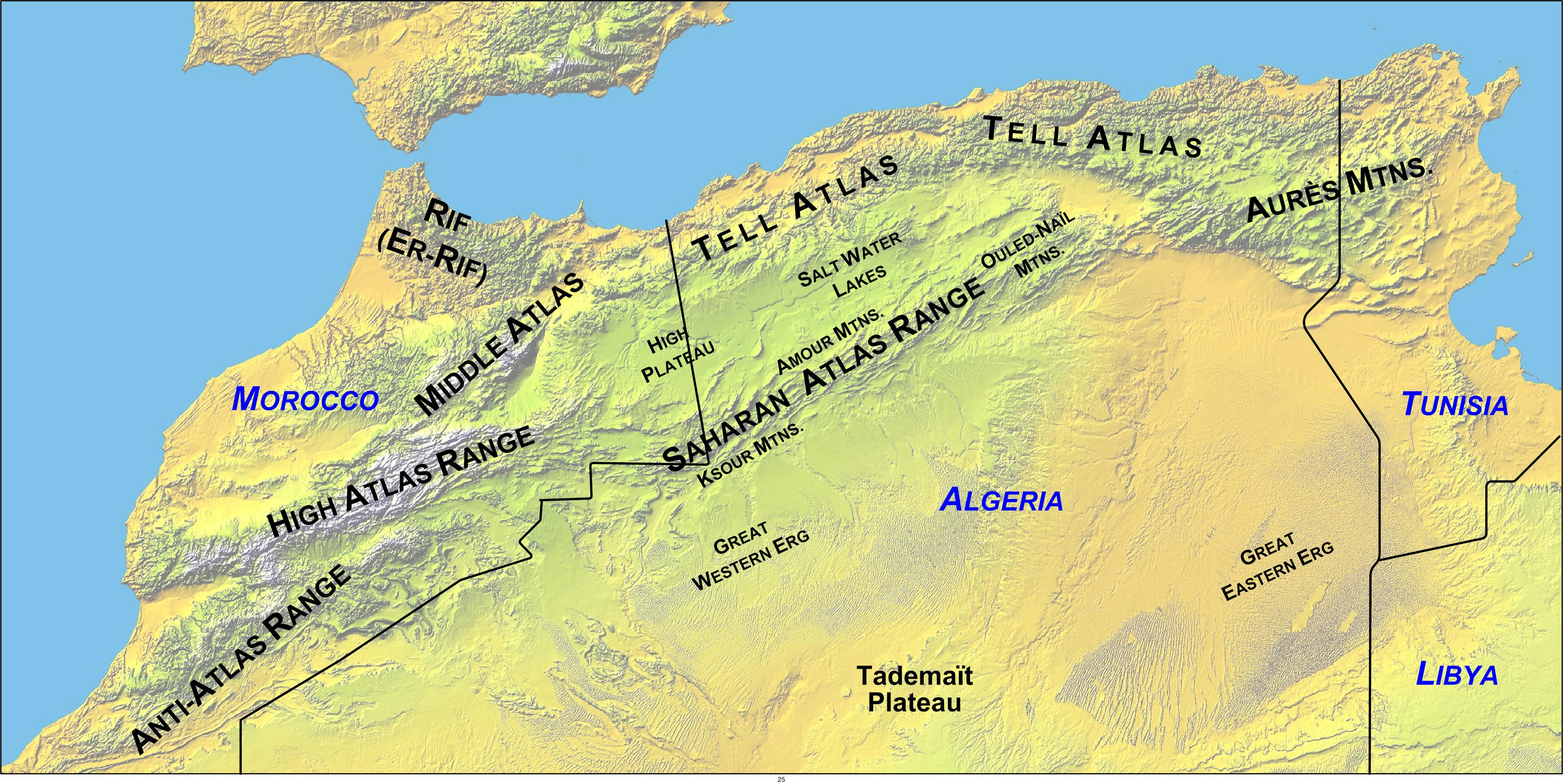
کوه‌های اطلس در شمال آفریقا.

اطلس میانی رشته‌کوهی است در مراکش که بخشی از کوه‌های اطلس است.
اطلس میانی منطقه کوهستانی گسترده‌ای است با بیش از ۱۰۰ هزار کیلومتر مربع مساحت که ۱۵ درصد از آن بالای ۲ هزار متر ارتفاع دارد. اطلس میانی شمالی‌ترین رشته‌کوه از سه رشته‌کوه اطلس در مراکش است. بلندی آن از اطلس بزرگ کمتر و از اطلس کوچک بیشتر است.